# Llyn Cwm Dulyn
Llyn Cwm Dulyn är en sjö i Storbritannien.   Den ligger i kommunen Gwynedd och riksdelen Wales, i den sydvästra delen av landet, 300 km nordväst om huvudstaden London. Llyn Cwm Dulyn ligger 240 meter över havet.  Trakten runt Llyn Cwm Dulyn består i huvudsak av gräsmarker.